# 龙华西路
龙华西路是中華人民共和國上海市徐匯區一條西北-東南走向道路，西北至中山南二路，東南至龍恆路和豐谷路，全長1499米，宽19米。道路始建於中華民国17年（1928年），當時道路長度為現今天钥桥路至中山南二路路段。後來道路得名中山西路。1959年，道路從天钥桥路延伸至龙华港。當時道路又稱机场大道和新马路。1970年後道路更名為龍華西路。道路沿途有龙华烈士陵园。